# Carinoma patriciae
Carinoma patriciae är en djurart som tillhör fylumet slemmaskar, och som beskrevs av Gibson 1979. Carinoma patriciae ingår i släktet Carinoma och familjen Carinomidae. Inga underarter finns listade i Catalogue of Life.